# Vương quốc Vikesland
Vương quốc Vikesland (tiếng Anh: Kingdom of Vikesland) là một vi quốc gia ở Manitoba, Canada. Quốc gia này được thành lập vào năm 2005 bởi Christopher Barry Joseph Beyette (Vua Christopher I), một nhà quay phim bản tin truyền hình làm việc cho mạng truyền hình CHUM.
Sự sáng tạo và phát triển sau đó của Vikesland là trọng tâm dự kiến của một bộ phim tài liệu về các loài vi quốc gia mà Beyette dự định sản xuất. Sau đó, trọng tâm của các hoạt động của vi quốc gia này chuyển sang các nỗ lực không xác định có tính chất từ thiện và nhân đạo. Ngoài ra, Vikesland bắt đầu xây dựng danh tiếng trong cộng đồng vi quốc gia. Điều này xuất phát từ các tương tác khác nhau của tiểu bang với các tiểu bang khác; đáng chú ý là Đại công quốc Westarctica và những người tham dự MicroCon 2015.
Trong suốt thời gian tồn tại, Vikesland nhận được một lượng nhỏ báo chí đưa tin. Hầu hết các câu chuyện về vi quốc gia đều mang tính thời trang và nêu bật Vikesland (ngoài các tiểu bang khác) như một ví dụ về phong trào vi quốc gia hơn nói chung. Vikesland là vi quốc gi nằm ở miền Tây Canada nổi bật nhất trong thời gian đó, nhưng vai trò đó đã được chuyển cho Suverska sau khi đất nước tan rã.
Trang web chính thức của Vikesland tuyên bố rằng quốc gia này "không theo chủ nghĩa ly khai" và không có ý định tuyên bố lãnh thổ của Canada hoặc bất kỳ quốc gia có chủ quyền nào khác.
Tuy nhiên, trang web cũng xác định nơi sinh sống của Beyette gần thành phố Brandon, cũng như khu đất nông thôn rộng 6,5 km vuông gần đó mà anh đồng sở hữu với cha mẹ mình, là "lãnh thổ của người Vikesland". Sau này được gọi là "Nông trại Hoàng gia".
Theo trang web chính thức, Vikesland (với tư cách là một vương quốc) đã bị đóng vào tháng 4 năm 2018. Các thay đổi gần đây trên trang web cho thấy ý định hồi sinh dự án với tên gọi "Jarldom of Vikesland" vào mùa xuân năm 2019, tuy nhiên không có cập nhật nào được thực hiện thêm và trang web không thể hoạt động được nữa kể từ tháng 12 năm 2019.

## Cờ

Quốc kỳ cũ của Vương quốc Vikesland

Quốc kỳ ban đầu của vương quốc được tạo thành từ ba thanh ngang màu đen, trắng và đỏ. Ở giữa thanh màu trắng có một con đại bàng hai đầu màu trắng kiểu Albania.
Vào ngày 25 tháng 1 năm 2015, Vua Christopher chính thức đổi quốc kỳ của Vikesland thành một nền màu đỏ thuần duy nhất được trang trí bởi cây thánh giá Bắc Âu màu trắng và (nhạt) màu xanh lam. Ngoài ra, lá cờ còn có hình một con đại bàng hai đầu kiểu Đức màu đen ở góc trên cùng bên trái với lá phong đỏ ở giữa.